# Kaufman (Texas)
Kaufman ist eine Stadt im US-Bundesstaat Texas in den Vereinigten Staaten und der Verwaltungssitz des Kaufman County. Das U.S. Census Bureau hat bei der Volkszählung 2020 eine Einwohnerzahl von 6797 ermittelt.

## Geschichte
Kaufman wurde als Kings Fort gegründet, benannt nach Dr. William P. King, der das Fort 1840 errichtete, nachdem er 2,5 Quadratmeilen (6,5 km²) Land dort gekauft hatte, wo sich die Stadt heute befindet. Die Gemeinde wurde nach fünf Jahren des Wachstums in Kingsboro umbenannt. Im Jahr 1852 wurde Kingsboro in Kaufman umbenannt, nach dem neu gegründeten Kaufman County, das wiederum nach David S. Kaufman benannt wurde.
Kaufman war der erste Ort, an dem Bonnie Parker von Bonnie und Clyde gefangengehalten wurde.

## Demografie
Nach der einer Schätzung von 2019 leben in Kaufman 7788 Menschen. Die Bevölkerung teilt sich 2017 auf in 54,4 % nicht-hispanische Weiße, 9,4 % Afroamerikaner, 0,5 % amerikanische Ureinwohner, 0,9 % Asiaten und 1,2 % mit zwei oder mehr Ethnizitäten. Hispanics oder Latinos machten 32,6 % der Bevölkerung von Kaufmann aus. Das mittlere Haushaltseinkommen lag bei 47.415 US-Dollar und die Armutsquote lag bei 27,1 % der Bevölkerung.
| Jahr | Einwohner¹ |
| ---- | ---------- |
| 1950 | 2714       |
| 1960 | 3087       |
| 1970 | 4012       |
| 1980 | 4012       |
| 1990 | 5238       |
| 2000 | 6490       |
| 2010 | 6703       |
| 2020 | 6797       |

¹ 1950 – 2020: Volkszählungsergebnisse

## Persönlichkeiten
- Ted Healy (1896–1937), Komiker, Schauspieler und Drehbuchautor